# Avia BH-5
De Avia BH-5 is een Tsjechoslowaaks laagdekker-sportvliegtuig van Avia. De BH-5 kreeg de bijnaam "Boska" vanwege de registratie L-BOSA. De BH-5 is ontworpen door Pavel Beneš en Miroslav Hajn en vloog de eerste vlucht in 1923.
In 1923 nam de BH-5 gevlogen door Zdeněk Lhota deel aan de Belgische Tourvliegtuig Contest in Brussel. De BH-5 won zowel de algemene prijs en de prijs "Koning van België". Hetzelfde jaar won de BH-5 in Tsjechoslowakije in de klasse "De Tsjechoslowaakse President" in de Competitie van de Republiek.
Op 1 juni 2007 vloog een replica van de BH-5 met als registratie OK-BOS haar eerste vlucht in Mladá Boleslav, Tsjechië. Deze replica is gebouwd door Marcel Sezemský en leden van de Historická letka Republiky Československé. In plaats van de originele motor maakt de replica gebruik van een Walter NZ-60 stermotor.

## Specificaties
- Bemanning: 1
- Capaciteit: 1
- Lengte: 6,56 m
- Spanwijdte: 9,70 m
- Vleugeloppervlak: 13,5 m2
- Leeggewicht: 337 kg
- Volgewicht: 575 kg
- Motor: 1× Anzani stermotor, 52 kW (70 pk)
- Maximumsnelheid: 150 km/h
- Vliegbereik: 480 km
- Klimsnelheid: 2,5 m/s